# Gallierasamlingen
Gallierasamlingen kallas den samling av värdefulla inventarier,  såsom bl.a. konstverket ”Madonnan med barnet” av Piero di Cosimo, vilka på 1820-talet fördes från hertigdömet Galliera i Italien till Stockholms slott och som allt sedan dess finns bevarat på slottet.

## Historik
Ursprunget till gåvan tar sin början i Frankrike 1813 under Napoleon I:s tid vid makten. Denne skänkte med full äganderätt det lilla hertigdömet Galliera i Italien till Joséphine de Beauharnais (Josefina av Leuchtenberg), dotter till Napoleons styvson Eugène de Beauharnais. Gåvan bestod av ett palats i Bologna och vissa markområden i dess omgivning, vilka utgjorde hertigdömet Galliera. I gåvobrevet – fideikommissförordnandet – bestämdes att egendomen skulle ärvas med manlig förstfödslorätt bland Joséphines arvingar. Hon gifte sig sedermera med Sveriges dåvarande kronprins, som senare blev kung Oscar I. 
Efter giftermålet med kronprins Oscar lät kronprinsessan Josefina avyttra palatset och markegendomarna. Före försäljningen lät hon välja ut ett sjuttiotal konstföremål från konstsamlingen i palatset. Dessa fördes till Stockholms slott. Sextio konstverk finns alltjämt bevarade på de kungliga slotten. Köpeskillingen från försäljningen av den fasta egendomen bildade den s.k. Gallierafonden. Fideikommisset Galliera består alltså dels av kapital, dels av konstsamlingen på de sextio konstverken, huvudsakligen tavlor från 1400-, 1500- och 1600-talen. 2023 utgjorde värdet av aktier i Gallierafonden knappt 52 miljoner kronor.
Kungl. Maj:t förordnade den 22 juli 1964 i enlighet med 6 § lagen om avveckling av fideikommiss att fideikommissförordnandet skulle äga tillämpning tills vidare. Det är enda gången regeringen tillämpat denna bestämmelse. Det innebär att Gallierasamlingen inte ska avvecklas, såsom annars ska ske med fideikommiss. Nuvarande innehavare av rättigheterna till Gallierasamlingen är kung Carl XVI Gustaf.

## Framtida fideikommissarie
Efter ansökan av kungen permuterade regeringen den 25 april 2013 fideikommissurkunden på så sätt att innehavet av Gallierasamlingen skulle följa tronen. Prins Carl Philip, som var efterträdare till fideikommisset, biträdde ansökan, och kronprinsessan Victoria förklarade att hon var beredd att ta på sig ansvaret för fideikommisset. Regeringen angav som skäl för beslutet att avsikten med fideikommisset fick anses ha varit att det skulle följa huvudmannen för Josefinas efterkommande. Sedan förordnandet gavs hade förhållandena ändrats på så sätt att även kvinnor kunde bli huvudmän för släkten, och därför fanns skäl för ändring av fideikommissurkunden. Kronprinsessan Victoria är därmed framtida fideikommissarie.